# Munk (spurvefugl)
 For alternative betydninger, se Munk (flertydig). (Se også artikler, som begynder med Munk)
Munken (Sylvia atricapilla) er en sanger i familien af spurvefugle. Den når en længde på 14 centimeter. Den yngler i det nordlige og det tempererede Europa. Fuglen trækker om vinteren til det sydlige Europa og det nordlige Afrika. Siden 1960'erne er nogle munke begyndt at trække til England, muligvis på grund af fodring. Dette lader til at have påvirket fuglene genetisk, så de munke, der trækker til England, har brunere fjerdragt, mere rundede vinger og spidsere næb end dem, der rejser mod syd.